# Centre islamique de Vienne
Le Centre islamique de Vienne (en allemand : Islamisches Zentrum Wien) est la plus grande mosquée d'Autriche, située dans le 21e arrondissement de Vienne, Floridsdorf. 

## Histoire
En 1969, la communauté islamique de Vienne a acheté une parcelle de 8 300 m2 à la ville de Vienne afin de construire une mosquée. En raison de difficultés financières, le début de la construction a dû être reporté à plusieurs reprises. En 1975, le roi saoudien Fayçal ben Abdelaziz Al Saoud s'est engagé à financer lui-même la construction de la mosquée. 
Après que Richard Lugner a été choisi comme maître d'oeuvre, les travaux de construction ont commencé le 1er juillet 1977. Le 20 novembre 1979, le Centre islamique de Vienne fut inauguré par Rudolf Kirchschläger, alors président de l'Autriche. Cet événement a été couvert dans les médias locaux, comme un reportage dans le Zeit im Bild le jour de l'inauguration. 

## Mosquée
Le minaret du centre islamique de Vienne mesure 32 mètres de haut, tandis que le dôme fait 16 mètres de haut et 20 mètres de diamètre. 

## Galerie

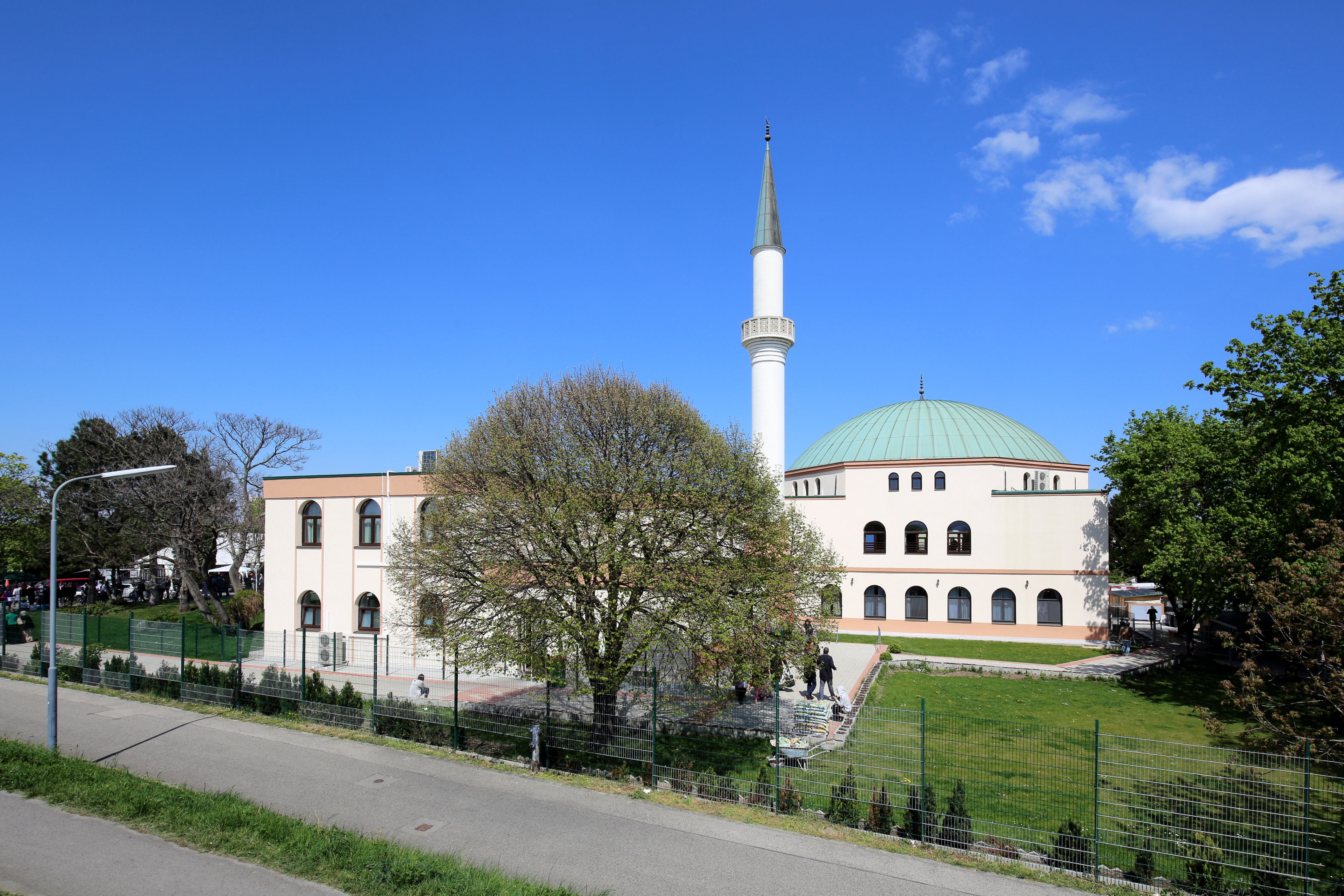
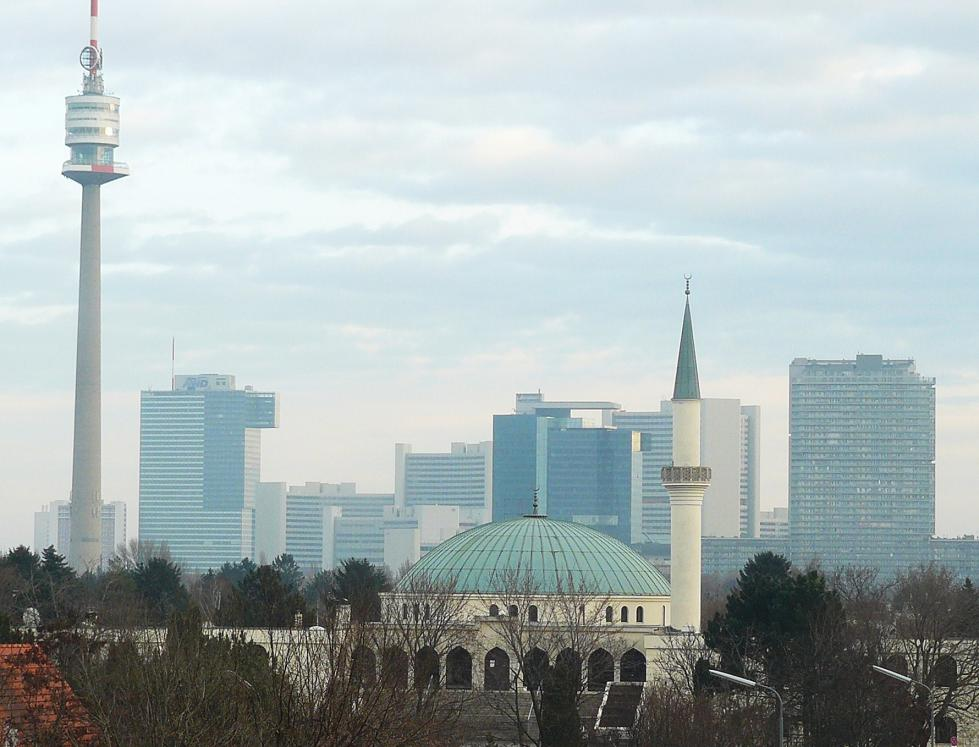
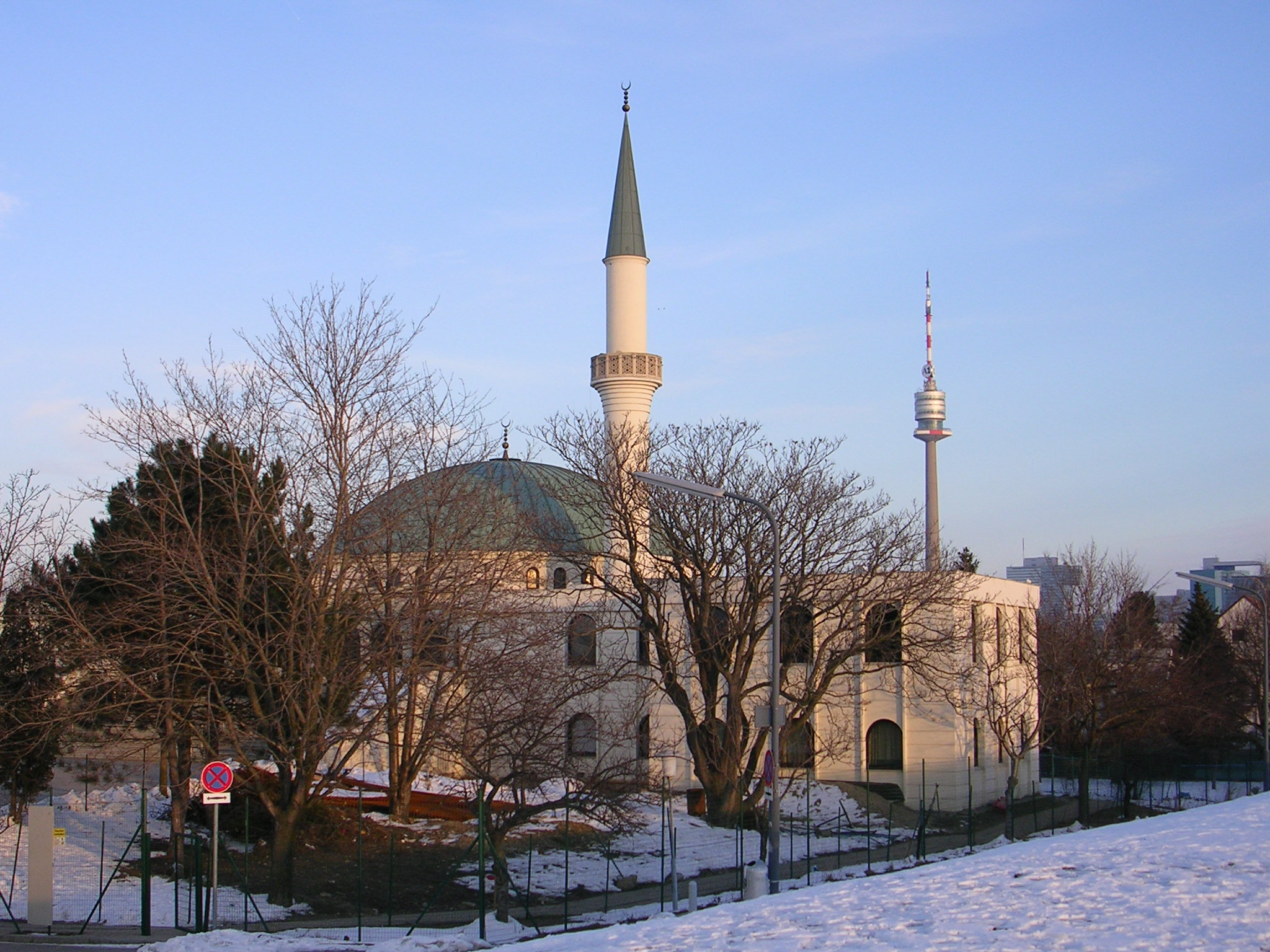
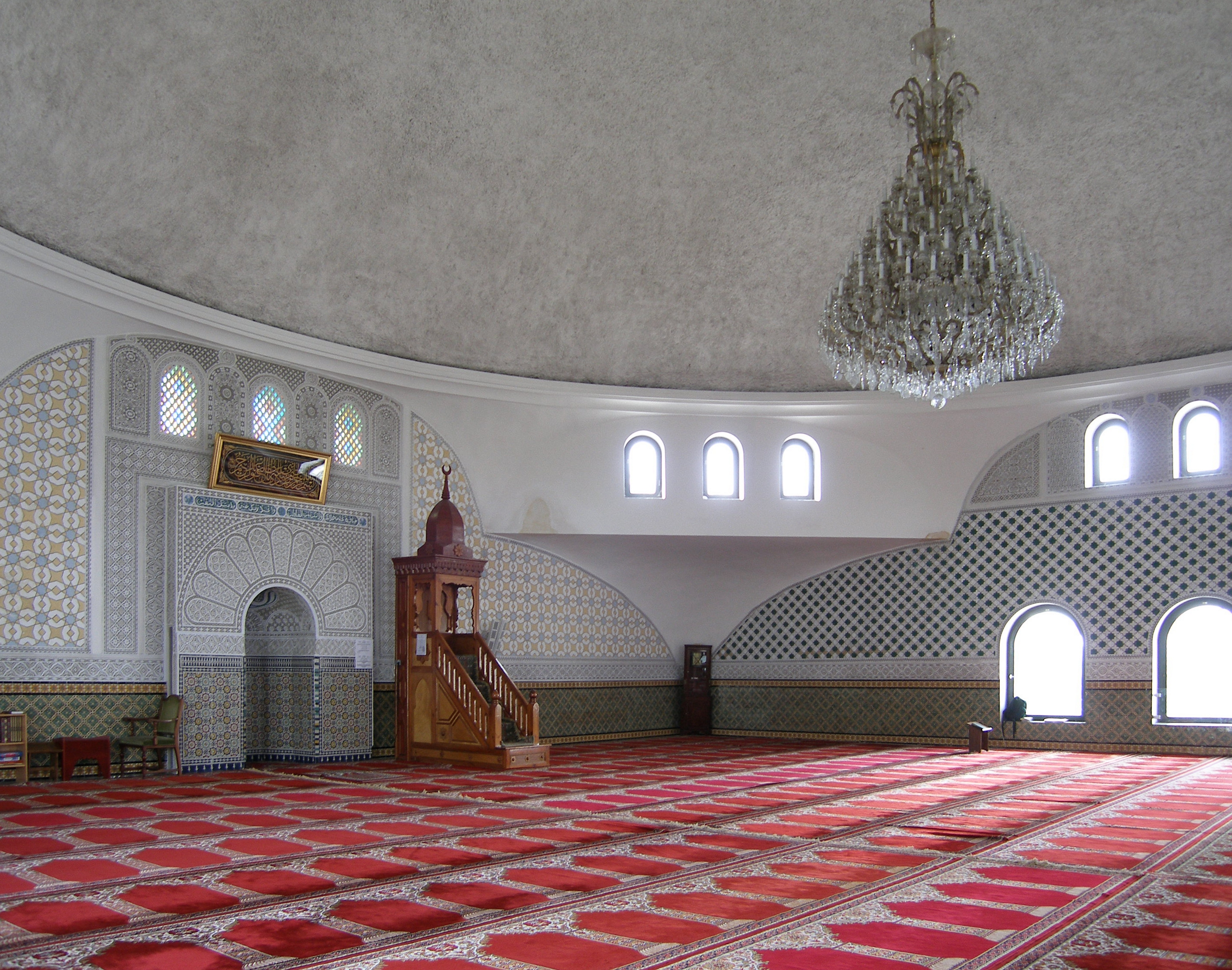